# 出来島 (新潟市)
出来島（できじま）は、新潟県新潟市中央区の町字。現行行政地名は出来島一丁目及び出来島二丁目と大字出来島。住居表示は一丁目及び二丁目が実施済み区域、大字出来島が未実施区域。郵便番号は950-0962。

## 概要
1889年（明治22年）から現在までの大字。信濃川下流右岸の自然堤防上に位置する。もとは江戸時代から1889年（明治22年）まであった出来島新田の区域の一部。

### 隣接する町字
北から東回り順に、以下の町字と隣接する。
- 新光町
- 東出来島
- 南出来島
- 網川原

## 歴史
1639年（寛永16年）の横越島絵図が初見。

### 分立した町字
1889年（明治22年）以後に、以下の町字が分立。
東出来島（ひがしできじま）
1982年（昭和57年）に分立した町字。
南出来島（みなみできじま）
1985年（昭和60年）に分立した町字。

### 年表
- 1889年（明治22年）4月1日 : 合併により鳥屋王村の大字となり、1923年（大正12年）まで出来島新田と称する。
- 1901年（明治34年）11月1日 : 合併により鳥屋野村の大字となる。
- 1943年（昭和18年）5月3日 : 合併により新潟市の大字となる。
- 2007年（平成19年）4月1日 : 新潟市の政令指定都市移行により、中央区の大字となる。

## 世帯数と人口
2018年（平成30年）1月31日現在の世帯数と人口は以下の通りである。
| 丁目         | 世帯数  | 人口  |
| ------------ | ------- | ----- |
| 出来島一丁目 | 204世帯 | 410人 |
| 出来島二丁目 | 214世帯 | 410人 |
| 計           | 418世帯 | 820人 |

## 小・中学校の学区
市立小・中学校に通う場合、学区は以下の通りとなる。
| 大字・丁目   | 番地 | 小学校             | 中学校             |
| ------------ | ---- | ------------------ | ------------------ |
| 出来島       | 全域 | 新潟市立上山小学校 | 新潟市立上山中学校 |
| 出来島一丁目 | 全域 | 新潟市立上山小学校 | 新潟市立上山中学校 |
| 出来島二丁目 | 全域 | 新潟市立上山小学校 | 新潟市立上山中学校 |

## 主な企業・施設
- 第四北越銀行 出来島中央支店
- 第四北越銀行 出来島支店
- 新潟信用金庫 出来島支店
- 立憲民主党新潟県連合

## 交通
- 国道116号